# Syncrossus

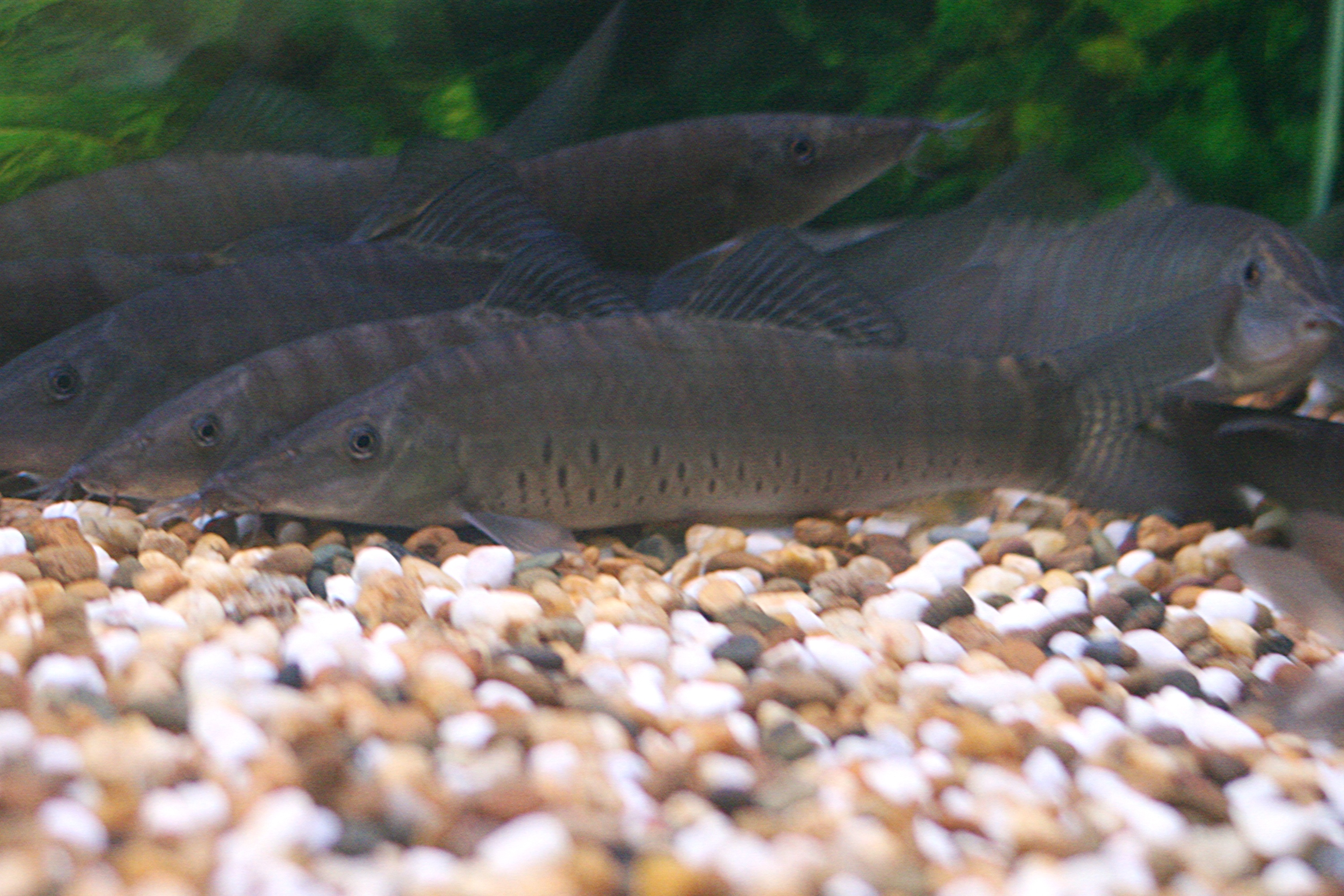
Syncrossus helodes

Syncrossus és un gènere de peixos de la família dels cobítids i de l'ordre dels cipriniformes.

## Distribució geogràfica
Es troba a Àsia: l'Índia (com ara, Manipur), la península de Malaca (Myanmar, Tailàndia i Malàisia), Laos, la Xina, Cambodja, el Vietnam, Indonèsia (Sumatra i Borneo) i Brunei, incloent-hi les conques dels rius Mekong, Chao Phraya i Mae Klong.

## Taxonomia
- Syncrossus beauforti (Smith, 1931)[17]
- Syncrossus berdmorei (Blyth, 1860)[18]
- Syncrossus helodes (Sauvage, 1876)[19]
- Syncrossus hymenophysa (Bleeker, 1852)[20]
- Syncrossus reversa (Roberts, 1989)[16]

## Estat de conservació
Syncrossus beauforti, Syncrossus berdmorei i Syncrossus helodes apareixen a la Llista Vermella de la UICN a causa de la pesca (per al consum humà i amb destinació al comerç internacional de peixos d'aquari), la contaminació de l'aigua, la construcció de preses i la sedimentació.

## Observacions
Algunes de les seues espècies són populars en aquariofília.